# In the Company of Men
In the Company of Men (no Brasil, Na Companhia de Homens) é um filme canadiano-americano de 1997 uma comédia de humor-negro dirigida e escrita por Neil LaBute, uma adaptação da peça teatral de mesmo nome do próprio LaBute, sua estreia como cineasta.
Pelo roteiro, LaBute ganhou o Independent Spirit Award de melhor primeiro roteiro. Também foi indicado a melhor filme no mesmo festival.

## Elenco
- Aaron Eckhart - Chad
- Matt Malloy - Howard
- Stacy Edwards - Christine
- Mark Rector John
- Michale Martin - Colega de trabalho nº1
- Chris Hayes - Colega de trabalho nº2
- Emily Kline - Suzanne